# Lisa Westerhof
Lisa Laetitia Westerhof (Scheveningen, 2 november 1981) is een voormalig Nederlands zeilster. Ze nam tweemaal deel aan de Olympische Spelen en won hierbij in totaal één medaille.
Westerhof studeerde Economie & Bedrijfseconomie aan de Erasmus Universiteit en volgde ook een opleiding tot verkeersvlieger bij de KLM Flight Academy.
Vanaf 1999 komt Westerhof uit in de 470-klasse-klasse. In dat jaar boekte ze ook haar eerste succes door de Europese titel te winnen. Daarvoor zeilde ze in de Optimist-klasse waarmee ze in 1996 wereldkampioene werd. Ze is lid van WV Hoorn en woont in Scheveningen. Westerhof vertegenwoordigde Nederland met Lobke Berkhout in de 470-klasse op de Olympische spelen in Londen. Daar won het duo de bronzen medaille.In 2004 nam ze eveneens deel aan de Olympische Spelen, maar moest toen genoegen nemen met een negende plaats.
In oktober 2012 maakte ze bekend dat ze zou stoppen in de zeilsport.
In het dagelijks leven is Westerhof nu piloot bij de KLM. In februari 2014 vloog zij de deelnemers van de Olympische Winterspelen terug naar Nederland. 

## Belangrijkste resultaten

### 470
- OS 2012:
- WK 2010: 5e
- WK 2009:
- WK 2007: 20e
- OS 2004: 9e
- EK 2004: 6e
- WK 2002:
- EK 2002:
- EK 1999:

### Optimist
- WK 1996: